# 2016 au Luxembourg
Chronologie du Luxembourg
- 2012
- 2013
- 2014
- 2015
- 2016
- 2017
- 2018
- 2019
- 2020

Événements de l'année 2016 au Luxembourg.

## Évènements

### Avril
- 3 avril : publication des Panama Papers.

### Juin
- 1er – 5 juin : 76e Tour de Luxembourg remporté par Maurits Lammertink.
- 23 juin : Fête nationale.

### Octobre
- 17 – 22 octobre : tournoi de tennis de Luxembourg.

## Décès
- 16 avril : Louis Pilot, footballeur puis entraîneur luxembourgeois.